# Бозон, Ален
Ален Бозон (фр. Alain Bozon; род. 6 сентября 1939, Франция) — французский кёрлингист и игрок в хоккей с шайбой.
В хоккее с шайбой был капитаном сборной Франции в 1960-е, в 2012 введён в Зал славы хоккея с шайбой Франции.
В составе мужской сборной Франции по кёрлингу участник двух чемпионатов мира (лучший результат — шестое место в 1970).
Играл на позиции второго и третьего.

## Команды
| Сезон   | Четвёртый          | Третий             | Второй       | Первый        | Турниры           |
| ------- | ------------------ | ------------------ | ------------ | ------------- | ----------------- |
| 1965—66 | Жан Альбер Сюльпис | Ален Бозон         | Андре Дюкрей | Морис Сюльпис | ЧМ 1966 (7 место) |
| 1969—70 | Пьер Боан          | Жан Альбер Сюльпис | Ален Бозон   | Морис Сюльпис | ЧМ 1970 (6 место) |

(скипы выделены полужирным шрифтом)

## Частная жизнь
Его сын Филипп — французский и американский хоккеист и тренер, внук Тим — французский и американский хоккеист.